# Monte Llano (Cayey)
Monte Llano es un barrio ubicado en el municipio de Cayey en el estado libre asociado de Puerto Rico. En el Censo de 2010 tenía una población de 3302 habitantes y una densidad poblacional de 491,48 personas por km².

## Geografía
Monte Llano se encuentra ubicado en las coordenadas 18°6′50″N 66°8′21″O / 18.11389, -66.13917. Según la Oficina del Censo de los Estados Unidos, Monte Llano tiene una superficie total de 6.72 km², de la cual 6.72 km² corresponden a tierra firme y (0%) 0 km² es agua.

## Demografía
Según el censo de 2010, había 3302 personas residiendo en Monte Llano. La densidad de población era de 491,48 hab./km². De los 3302 habitantes, Monte Llano estaba compuesto por el 81.95% blancos, el 5.91% eran afroamericanos, el 0.67% eran amerindios, el 0.33% eran asiáticos, el 8.27% eran de otras razas y el 2.88% pertenecían a dos o más razas. Del total de la población el 99.12% eran hispanos o latinos de cualquier raza.